# Пантракикос
«Пантракикос» (греч. Α.Π.Σ. Πανθρακικός Κομοτηνής) — греческий футбольный клуб из Комотини. Клуб «Пантракикос» основан в 1963 году.

## История
В 1990 году Пантракикос находился в 4 по значимости дивизионе Греции. Но в сезоне 2007/2008, заняв третье место в Бета Этники, клуб вышел в Суперлигу Греции. В Суперлиге «Пантракикос» остался  на 2 сезона и по итогам чемпионата 2009/2010, заняв последнее место в турнире, выбыл в Футбольную Лигу.